# Masoreus wetterhallii testaceus
Masoreus wetterhallii testaceus é uma subespécie de insetos coleópteros pertencente à família Carabidae.
A autoridade científica da subespécie é Lucas, tendo sido descrita no ano de 1846.
Trata-se de uma subespécie presente no território português.